# Gideon Mantell
Gideon Algernon Mantell (Lewes, 3 febbraio 1790 – Londra, 10 novembre 1852) è stato un geologo, paleontologo e medico britannico.
È considerato uno dei padri della paleontologia ed è stato il primo scopritore di denti fossili di dinosauro. I suoi studi sull'Iguanodon hanno dato inizio all'interesse scientifico verso i dinosauri.

## Formazione e carriera medica
Mantell nacque a Lewes, nel West Sussex, quinto figlio di Thomas Mantell, calzolaio, e Sarah Austen. Crebbe in un piccolo cottage a St. Mary's Lane con le sue due sorelle e quattro fratelli. Da giovane esplorava pozzi e cave nelle aree circostanti, scoprendo ammoniti, conchiglie di ricci di mare, lische di pesce, coralli e resti logori di animali morti. Gideon fu educato in una scuola femminile a St. Mary's Lane e imparò a leggere e scrivere. Dopo due anni Mantell fu mandato da suo zio a Swindon, per un periodo di studio privato.
Mantell tornò a Lewes all'età di 15 anni e, con l'aiuto di un leader del partito Whig locale, ottenne un apprendistato con un chirurgo di nome James Moore, lavorando per lui per un periodo di cinque anni. L'11 luglio 1807, Thomas Mantell morì all'età di 57 anni, lasciando a suo figlio dei soldi per i suoi studi futuri. Presto Mantell partì per Londra, dove completò la sua formazione medica, conseguendo il diploma di membro del Royal College of Surgeons nel 1811.
Ritornato a Lewes, formò immediatamente una collaborazione con il suo ex maestro, James Moore. Vista la frequenza delle epidemie di colera, tifo e vaiolo dell'epoca, Mantell si trovò a trattare anche più di 50 pazienti al giorno. Sebbene fosse principalmente impegnato nella gestione della sua intensa attività medica, Mantell trascorreva il suo tempo libero inseguendo la sua passione, la geologia, lavorando spesso nelle prime ore del mattino, identificando esemplari fossili da lui stesso ritrovati. Nel 1813 Mantell iniziò una corrispondenza con James Sowerby, naturalista e illustratore al quale Gideon inviava conchiglie fossili per la catalogazione. In segno di apprezzamento per gli esemplari forniti da Mantell, Sowerby nominò una delle specie Ammonites mantelli. Il 7 dicembre, Mantell venne eletto membro della Linnean Society of London. Due anni dopo, pubblicò il suo primo articolo, sulle caratteristiche dei fossili trovati nell'area di Lewes.
Nel 1816, Mantell sposò Mary Ann Woodhouse e avviò il suo studio medico privato.

## Scoperte
Mantell si interessò appassionatamente allo studio degli animali e delle piante fossili trovati nella sua zona. Nel 1819 iniziò ad acquisire fossili da una cava a Whitemans Green, vicino Cuckfield. Gideon si accorse che questi includevano resti di ecosistemi terrestri e di acqua dolce, fattore importante in quanto fino a quel momento tutti i reperti fossili conosciuti dell'Inghilterra cretacea erano di origine marina. Spinto da questo fatto, Mantell intraprese ricerche più approfondite a Whitemans Green. 
Nel 1820 Mantell iniziò a ritrovare ossa molto grandi a Cuckfield, anche più grandi di quelle scoperte da William Buckland, a Stonesfield nell'Oxfordshire. Poi, nel 1822, poco prima di finire il suo primo libro (I fossili di South Downs), sua moglie trovò diversi grandi denti (anche se alcuni storici sostengono che in realtà furono scoperti da lui stesso) la cui origine non riuscì a identificare.
Mantell mostrò i denti ad altri scienziati, ma questi li respinsero come appartenenti a un pesce o mammifero e provenienti da uno strato di roccia più recente rispetto agli altri fossili rinvenuti da Mantell.
L'anatomista francese Georges Cuvier identificò i denti come appartenenti ad un rinoceronte.
Mantell venne deriso per il suo errore ma restò convinto che i denti provenissero dagli strati mesozoici e finalmente riconobbe la somiglianza con quelli dell'iguana, seppure questi erano venti volte più grandi. Mantell stimò che il proprietario dei resti dovesse essere lungo almeno 60 piedi (18 metri) e tentò invano di convincere i suoi colleghi che i fossili provenivano da strati mesozoici. William Buckland contestò l'affermazione di Mantell, insistendo che i denti fossero di pesce.
Quando nel 1825, grazie al ritrovamento di nuovi fossili, fu dimostrato che Mantell aveva ragione, l'unica domanda era come chiamare il suo nuovo rettile. Data la somiglianza dei denti con quelli dell'iguana, la creatura venne nominata Iguanodon.
Negli anni seguenti Mantell acquisì prove fossili sufficienti a stabilire che le zampe anteriori del dinosauro fossero molto più corte delle zampe posteriori, dimostrando quindi che non erano costruite come quelle di un mammifero, come invece affermato da Richard Owen. Mantell dimostrò anche che i ritrovamenti di vertebre fossili, che Owen aveva attribuito a specie diverse, appartenevano tutte all'Iguanodon. Gideon scoprì anche un nuovo genere di dinosauro chiamato Hylaeosaurus, divenendo un'autorità dei rettili preistorici.

## Ultimi anni
Nel 1833 Mantell si trasferì a Brighton ma la sua pratica medica ne risentì. Lo scienziato finì quasi sul lastrico, ma il consiglio comunale trasformò prontamente la sua casa in un museo. Lì Mantell tenne una serie di lezioni che furono pubblicate nel 1838 con il titolo "The wonders of geology" e "A familiar exposition of geological phenomena: being the substance of a course of lectures delivered at Brighton". 
Il museo alla fine fallì a causa dell'abitudine di Mantell di non far pagare il biglietto d'ingresso. Finanziariamente indigente, Mantell si offrì nel 1838 di vendere la sua intera collezione di fossili al British Museum per 5.000 sterline, accettando la controfferta di 4.000. In seguito Si trasferì a Clapham Common nel sud di Londra, dove continuò il suo lavoro come medico.
Mary Mantell lasciò suo marito nel 1839. Nello stesso anno, il figlio di Gideon, Walter, emigrò in Nuova Zelanda . Walter in seguito inviò a suo padre alcuni importanti fossili. La figlia di Gideon, Hannah, morì nel 1840. Nel 1841 Mantell fu vittima di un terribile incidente in carrozza in cui subì una lesione spinale debilitante. Pur essendo gobbo, paralizzato e con costante dolore, Mantell continuò a lavorare con rettili fossilizzati e pubblicare numerosi libri e articoli scientifici, trasferendosi a Pimlico nel 1844 e iniziando a prendere l'oppio, come antidolorifico nel 1845.
Il 10 novembre 1852 Gideon Mantell muore per un'overdose d'oppio e il suo corpo viene inumato presso il Cimitero di West Norwood, a Londra. Al momento della sua morte è autore della scoperta di quattro dei cinque generi di dinosauri conosciuti fino a quel momento. Nel 1971 sono stati denominati in suo onore i Mantell Screes, speroni rocciosi alti circa 1500 m situati nel pendio settentrionale dei Monti Read, che fanno parte della Catena di Shackleton, nella Terra di Coats in Antartide.
Nel 2000, in commemorazione della scoperta di Mantell e del suo contributo alla scienza della paleontologia, un monumento a Mantell fu inaugurato a Whiteman's Green, Cuckfield. Il monumento è stato confermato come situato sulla posizione del ritrovamento dei fossili di Iguanodon che Mantell descrisse per la prima volta nel 1822.

## Richard Owen
Mantell subì spesso nel corso della sua vita i soprusi del collega paleontologo e acerrimo rivale Richard Owen. Lo scienziato non perse mai occasione di umiliare Mantell, sottolineando la sua scarsa formazione e sminuendone le scoperte. Owen arrivò persino ad ostacolare la pubblicazione di molte ricerche di Mantell e a tentare di attribuirsi il merito della scoperta dell'Iguanodon. Nel 1851 Owen rubò alcuni disegni di nuovi dinosauri fatti da Mantell e li pubblicò a suo nome ma questo gli costò l'espulsione dalla Royal society con l'accusa di plagio.
Alla morte di Mantell, Richard Owen decise di acquistare l'enorme collezione di fossili di Mantell per poi smembrarla, donando i pezzi a musei o rivendendoli.
Inoltre Owen fece redigere il necrologio di Mantell in modo da dipingerlo come uno scienziato mediocre che non aveva conseguito alcun traguardo significativo in vita.
Infine, come ultima umiliazione, fece sezionare una parte della spina dorsale di Mantell, deformata dall'incidente in carrozza, e la espose al Royal college of surgeons, dove rimase fino al 1969, quando venne distrutta per far spazio a nuovi reperti.
Nonostante l'astio verso Mantell, Owen si baserà proprio sui fossili scoperti da Gideon per definire il superordine Dinosauria e coniare la parola "Dinosauro"